# Lunar Lake
Meteor Lake Panther Lake
Lunar Lake (« Lac Lunaire ») est le nom de code des prochains processeurs Core Ultra de la série 2 pour PC portables conçus par Intel, dont la sortie est prévue au troisième trimestre 2024. Il fait suite à Meteor Lake, qui a vu Intel passer du silicium monolithique à une conception MCM désagrégée. Comme Meteor Lake, Lunar Lake est limité à des versions pour portables tandis qu'Arrow Lake comprendra à la fois des processeurs pour PC de bureau et des processeurs pour PC portables montés sur socket.

## Contexte
Le 24 mai 2024, les détails de l’architecture Lunar Lake ont été dévoilés lors de la présentation Computex d’Intel à Taïwan. Les noms SKU des processeurs Lunar Lake ou des détails tels que les fréquences d’horloge n’ont pas été annoncés.

## Architecture
Lunar Lake est un SoC pour PC portables à très faible consommation. Il succède aux processeurs Meteor Lake-U de 15 W, tandis qu’Arrow Lake remplacera les processeurs Meteor Lake-H de milieu de gamme de 28 W. L’accent mis par Lunar Lake sur la faible consommation et l'efficacité cible les ordinateurs portables ultra-minces haut de gamme et les conceptions mobiles compactes. Intel a déclaré qu’avec Lunar Lake, il visait à « briser le mythe selon lequel [x86] ne peut pas être aussi efficace » qu’ARM.

### Nœud de procédé
Lunar Lake est le premier processeur conçu par Intel où toutes les puces logiques sont entièrement fabriquées sur des nœuds externes sous-traités à TSMC. Une analyse de Goldman Sachs a indiqué qu’Intel dépenserait 5,6 milliards de dollars en 2024 et 9,7 milliards de dollars en 2025 pour sous-traiter à TSMC. En mars 2024, le directeur financier d’Intel a admis lors d’un appel d’investissement que l’entreprise était « un peu plus lourde que nous ne le voulions en termes de fabrication de plaquettes externes par rapport à l’interne ». Le mois suivant, Intel a révélé que son activité de fonderie avait enregistré une perte d’exploitation de 7 milliards de dollars en 2023.
| Tuile                              | Nœud        | EUV | Taille de puce (mm2) | Ref.  |
| ---------------------------------- | ----------- | --- | -------------------- | ----- |
| Tuile de calcul                    | TSMC N3B    | Oui | 140                  | [ 7 ] |
| Tuile du contrôleur de plate-forme | TSMC N6     | Oui | 46                   |       |
| Tuile de base interposeur Foveros  | Intel 22FFL | Non | Inconnu              |       |

### Tuile de calcul
La "tuile" de calcul est la plus grande tuile de Lunar Lake. Ce dernier étend les fonctions de la tuile de calcul de Meteor Lake qui abritait uniquement les cœurs de processeur et le cache. Au lieu de cela, la tuile de calcul de Lunar Lake abrite les cœurs de processeur et leur cache, le GPU et le NPU. La génération précédente Meteor Lake utilisait le procédé Intel 4 sur sa tuile de calcul tandis que Lunar Lake passe au nœud N3B de TSMC. N3B est le nœud 3 nm de première génération de TSMC avec des rendements inférieurs à ceux du nœud N3E mis à jour. La tuile de calcul de Lunar Lake devait à l’origine être construite sur le nœud 18A d’Intel. Le procédé 18A ne fera pas ses débuts avant 2025 avec les processeurs mobiles Panther Lake et les processeurs pour serveurs Clearwater Forest. Lunar Lake partage les mêmes architectures de P-core Lion Cove et de E-core Skymont avec les processeurs pour PC de bureau et portables Arrow Lake.
Avec le P-core Lion Cove, Intel revendique une augmentation de l’IPC de 14 % en moyenne par rapport à Redwood Cove. Le multithreading simultané (SMT) a été supprimé des P-core Lion Cove d’Arrow Lake. Le SMT a fait ses débuts dans un processeur Intel pour PC de bureau avec le Pentium 4 basé sur Northwood en 2002. Sa suppression dans Lion Cove marque la première fois depuis la génération Core 2 que SMT a été complètement supprimé d’une nouvelle architecture de cœur Intel x86-64 orientée performance plutôt que d’être simplement désactivé dans certains SKU Celeron et Pentium bas de gamme. Le SMT, ou HyperThreading selon le terme marketing d'Intel, permet à un seul cœur de processeur physique avec 2 threads d’exécuter deux tâches simultanément. Au début des années 2000, le SMT était un moyen d’ajouter plus de threads de traitement aux processeurs double et quadruple cœur sans utiliser trop d’espace de puce. La suppression du SMT permet de réduire la surface physique de la puce du noyau. L’augmentation du nombre de threads de traitement avec un plus grand nombre de cœurs physiques peut compenser la suppression du SMT fournissant 2 threads par cœur. La suppression du SMT par Intel permet d’économiser 15 % de surface de puce et fournit 5 % de performances par watt en plus. Pour contrer la suppression de SMT, Intel a donné la priorité à l’exécution de plus d’instructions par cycle pour des performances monothread élevées plutôt qu’à une exécution parallèle. Cela est logique car depuis l'architecture Alder Lake et la présence de E-cores, le nombre de threads dans un processeur a explosé ces dernières années, surtout dans les gammes mobiles (ex : Core i5 1135G7 vs Core i5 1340u), et donc il n'est plus nécessaire que les P-cores soient capables de traiter des tâches parallélisées car les E-cores peuvent s'en charger. Cela a d'ailleurs déjà été démontré avec la supériorité de Raptor Lake face à Zen 4 en montage vidéo, ou les 8 P-cores + 16 E-cores d'un Core i9 13900 sont plus rapides que les 16 coeurs d'un Ryzen 9 7950X, pourtant tous deux culminant à 32 threads et avec un avantage en IPC pour les coeurs Ryzen qui sont nettement plus rapides que les E-cores. Le cache L2 par cœur pour Lion Cove est passé de 2 Mo à 2,5 Mo pour Redwood Cove. Lunar Lake est capable d’exercer un contrôle plus granulaire sur les fréquences d'horloge boost de Lion Cove. Les fréquences d'horloge boost de Lion Cove peuvent augmenter par incréments de 16,67 MHz plutôt que par incréments de 100 MHz, technique que l'on retrouve de manière généralisée chez AMD depuis Zen 2.
Le groupe de 4 E-cores Skymont de Lunar Lake est situé sur un « îlot à faible puissance » séparée des P-cores. En conséquence, les E-cores ont leur propre cache L3 dédié non accessible aux P-cores plutôt que de rester sur une structure ringbus avec des P-cores. Intel revendique une augmentation forte de 68 % de l’IPC dans les E-cores Skymont par rapport à Crestmont. Il y parvient avec l’inclusion de nouvelles ALU entières à 8 largeurs, doublés par rapport à Crestmont.

#### Processeur neuronal (NPU)
Le processeur neuronal (NPU) de Lunar Lake, qui effectue des opérations d’IA localement, dans le silicium plutôt que dans le cloud, a été mis à jour vers l’architecture « NPU 4 » d’Intel avec des vitesses d’horloge accrues. Intel affirme que Lunar Lake peut atteindre un total de 120 TOPS de performances dans les charges de travail d’IA, avec 48 TOPS provenant du NPU seul, tandis que 67 TOPS supplémentaires proviennent du GPU et 5 TOPS du CPU. Les 48 NPU TOPS dédiés de Lunar Lake répondent aux exigences de Microsoft pour les ordinateurs portables afin d’être certifiés en tant que PC Copilot+. Microsoft a imposé 40 TOPS sur les performances NPU afin d’exécuter Copilot localement sur les PC Windows. À titre de comparaison, le NPU des processeurs Meteor Lake et Arrow Lake est capable de produire 10 TOPS.

#### Processeur graphique (GPU)
Le GPU de Lunar Lake est doté de cœurs Xe2-LPG de deuxième génération basés sur l’architecture graphique Battlemage. L’architecture Battlemage a été lancée sur les processeurs mobiles Lunar Lake avant les cartes graphiques de bureau Arc. Il contient 8 cœurs Xe2-LPG qui partagent un cache L2 de 8 Mo. La tuile graphique est capable de fournir jusqu’à 67 TOPS de calcul en INT8 pour le traitement de l’IA. Le moteur d’affichage dispose de 3 canaux d’affichage avec HDMI 2.1, DisplayPort 2.1 et une nouvelle connexion eDP 1.5.

### Tuile du contrôleur de plate-forme
La petite tuile du contrôleur de plate-forme fournit des fonctions de sécurité et de connectivité d’E/S, y compris Wi-Fi 7, Thunderbolt 4, 4 voies PCIe 4.0 et 4 voies PCIe 5.0. La tuile du contrôleur de plate-forme de Lunar Lake utilise le même nœud N6 de TSMC que celui utilisé par les tuiles SoC de Meteor Lake et d'Arrow Lake. La tuile du contrôleur de plate-forme de Lunar Lake ne possède pas les deux cœurs E dédiés à faible consommation équipant les tuiles SoC de Meteor Lake et d’Arrow Lake. Ce changement a été attribué aux gains d’efficacité énergétique de la tuile de calcul, passant du procédé Intel 4 au nœud N3B plus avancé de TSMC.

### Mémoire
Lunar Lake dispose d’une mémoire vive de type LPDDR5X-8533 intégrée au boîtier, pour une capacité allant de 16  à   32 Go,. Cette mémoire dans le boîtier est une approche similaire à celle d’Apple avec ses SoC de la série M, qui intègrent une mémoire LPDDR unifiée dans le boîtier à côté du die du processeur. La mémoire intégrée au boîtier permet au processeur de bénéficier d’une bande passante mémoire plus élevée à une puissance plus faible et d’une latence réduite car la mémoire est physiquement proche du processeur. Intel affirme que la mémoire intégrée au boîtier de Lunar Lake a permis de réduire de 40 % la consommation d’énergie et « jusqu’à 250 millimètres carrés » d’espace. De plus, la mémoire intégrée au boîtier du processeur signifie que l’empreinte physique globale du processeur dans les ordinateurs portables peut être réduite, car la mémoire n’a pas besoin d’être placée sur une carte séparée (barrette de RAM) avec sa propre solution de refroidissement. Un refroidissement moins complexe est nécessaire, ce qui signifie que les processeurs Lunar Lake peuvent plus facilement s’intégrer dans des solutions mobiles compactes à très faible consommation. L’inconvénient de la mémoire dans le boîtier de Lunar Lake est qu’elle n’est pas remplaçable par l’utilisateur ou ne peut pas être mise à niveau vers des capacités supérieures à 32 Go avec des barrette de type SO-DIMM. En raison de l’inclusion de la mémoire dans le boîtier, 2 W supplémentaires sont ajoutés au TDP des processeurs Lunar Lake. Les processeurs Lunar Lake ont un TDP allant de 17  à   30 W, par rapport au TDP de 15  à   28 W des processeurs Meteor Lake-H.

## Liste de processeurs Core Ultra Série 200V
Neuf modèles de processeurs ont été annoncés le 3 septembre par Intel lors de la conférence IFA 2024.
| Marque de processeur | Modèle | Cœurs (threads) | Cœurs (threads) | Fréquence d'horloge de base (GHz) | Fréquence d'horloge de base (GHz) | Turbo Boost (GHz) | Turbo Boost (GHz) | Processeur graphique Arc | Processeur graphique Arc | Cache L3 (Mo) | TDP (W)     | TDP (W) | Mémoire max (Go) |
| Marque de processeur | Modèle | P               | LP-E            | P                                 | LP-E                              | P                 | LP-E              | Cœurs Xe (XVEs)          | Fréq. max. (GHz)         | Cache L3 (Mo) | Base (cTDP) | Turbo   | Mémoire max (Go) |
| -------------------- | ------ | --------------- | --------------- | --------------------------------- | --------------------------------- | ----------------- | ----------------- | ------------------------ | ------------------------ | ------------- | ----------- | ------- | ---------------- |
| Core Ultra 9         | 288V   | 4 (4)           | 4 (4)           | 3.3                               | 3.3                               | 5.1               | 3.7               | Arc 140V 8 (64)          | 2.05                     | 12            | 30 (min 17) | 37      | 32               |
| Core Ultra 7         | 268V   | 4 (4)           | 4 (4)           | 2.2                               | 2.2                               | 5.0               | 3.7               | Arc 140V 8 (64)          | 2.0                      | 12            | 17 (min 8)  | 37      | 32               |
| Core Ultra 7         | 266V   | 4 (4)           | 4 (4)           | 2.2                               | 2.2                               | 5.0               | 3.7               | Arc 140V 8 (64)          | 2.0                      | 12            | 17 (min 8)  | 37      | 16               |
| Core Ultra 7         | 258V   | 4 (4)           | 4 (4)           | 2.2                               | 2.2                               | 4.8               | 3.7               | Arc 140V 8 (64)          | 1.95                     | 12            | 17 (min 8)  | 37      | 32               |
| Core Ultra 7         | 256V   | 4 (4)           | 4 (4)           | 2.2                               | 2.2                               | 4.8               | 3.7               | Arc 140V 8 (64)          | 1.95                     | 12            | 17 (min 8)  | 37      | 16               |
| Core Ultra 5         | 238V   | 4 (4)           | 4 (4)           | 2.1                               | 2.1                               | 4.7               | 3.5               | Arc 130V 7 (56)          | 1.85                     | 8             | 17 (min 8)  | 37      | 32               |
| Core Ultra 5         | 236V   | 4 (4)           | 4 (4)           | 2.1                               | 2.1                               | 4.7               | 3.5               | Arc 130V 7 (56)          | 1.85                     | 8             | 17 (min 8)  | 37      | 16               |
| Core Ultra 5         | 228V   | 4 (4)           | 4 (4)           | 2.1                               | 2.1                               | 4.5               | 3.5               | Arc 130V 7 (56)          | 1.85                     | 8             | 17 (min 8)  | 37      | 32               |
| Core Ultra 5         | 226V   | 4 (4)           | 4 (4)           | 2.1                               | 2.1                               | 4.5               | 3.5               | Arc 130V 7 (56)          | 1.85                     | 8             | 17 (min 8)  | 37      | 16               |